# Cessna 560 Citation V
El Cessna Citation V es un reactor de negocios construido por la estadounidense Cessna. Versión alargada del Citation S/II, un prototipo del Model 560 voló por primera vez en agosto de 1987, fue certificado el 9 de diciembre de 1988 y entregado a partir de abril de 1989; se habían entregado 774 ejemplares hasta 2011.
El actualizado Citation Ultra fue anunciado en septiembre de 1993; el Citation Encore, actualizado con motores turbofán PW535, fue anunciado en 1998, antes del mejorado Encore+. Su designación militar es UC-35 como transporte ejecutivo y OT-47B como avión de reconocimiento de intervención de drogas.

## Diseño y desarrollo
El Citation V (Model 560) es un desarrollo del Citation S/II, reteniendo el perfil supercrítico y raíces alares en flecha de este avión, pero con un alargamiento del fuselaje de 1,5 m y un interior redelineado que aumenta el espacio para los pasajeros. La cabina de pasajeros tiene 5,3 m de largo, 149x146 cm de ancho por alto y pasillo rebajado, siete ventanas a cada lado y acomoda cuatro asientos en club más tres butacas, y un lavabo cerrado con cinturón. La capacidad máxima de asientos es de once, consistiendo en dos pilotos, ocho pasajeros en la cabina y un pasajero o tripulante adicional en el lavabo con cinturón. Los motores fueron cambiados por unos turbofán más potentes Pratt & Whitney Canada JT15D-5A con 13 kN (2900 lbf) de empuje, un aumento total de 3,6 kN (800 lbf) sobre el S/II que eleva la velocidad de crucero a 787 km/h (425 kn) y el techo de vuelo a 14 000 m (45 000 pies), aunque el alcance máximo disminuyó de 3870 km (2090 nmi) a 3630 km (1960 nmi) debido al ligero aumento del consumo de combustible. Cessna también cambió el sistema antihielo de fluido del S/II por mangas antihielo neumáticas para reducir peso y facilitar el mantenimiento, y la envergadura del estabilizador horizontal fue aumentada ligeramente para compensar el mayor empuje. El Citation V también fue el primer Citation con un sistema electrónico de instrumentos de vuelo (EFIS) ofrecido como equipamiento, aunque solo en el lado del comandante.
Un prototipo de preproducción voló a principios de 1986 y el primer prototipo de ingeniería realizó su primer vuelo en agosto de 1987. El Citation V fue anunciado en la convención de la NBAA más tarde el mismo año, la certificación de la FAA fue emitida el 9 de diciembre de 1988 y se entregaron 262 ejemplares entre abril de 1989 y mitad de 1994. El Citation V fue el reactor de negocios más vendido en el mercado en su periodo de producción.
El Citation V fue seguido en 1994 por el Citation Ultra, con más empuje, el Citation Encore en 2001, y luego el Citation Encore+ desde 2007 hasta principios de 2010.

### Citation Ultra
El actualizado Citation V Ultra fue anunciado en septiembre de 1993 y la certificación de la FAA fue concedida en junio de 1984. Presenta motores JT15D-5D extensamente rediseñados con nuevos compresores, turbinas de alta presión y discos del compresor fabricados de una sola pieza, aumentando el empuje hasta los 13,54 kN (3045 lbf) al tiempo que se reduce el consumo de combustible y el peso; consecuentemente, el Ultra fue el primer Citation de ala recta con suficientes prestaciones como para exceder su número Mach crítico en vuelo nivelado. El EFIS del lado del comandante del Citation V fue mejorado hasta una cabina de cristal Honeywell Primus 1000 completa para ambos pilotos. Las entregas alcanzaron los 279 ejemplares.
El Ultra fue declarado "Mejor reactor de negocios" de 1994 por la revista Flight y fue producido hasta 1999. Tanto el Citation V como el Ultra albergan 5814 libras de combustible.
En 2018, los Citation V/Ultra estaban valorados en 1,1-1,6 millones de dólares.

### Citation Encore/Encore+
El Citation Ultra Encore fue anunciado en la convención de la NBAA de 1998, fue mejorado con nuevos motores PW535, más tren de aterrizaje principal con suspensión de brazo de arrastre, interior actualizado y sistemas mejorados. Su altura máxima de crucero es FL 450. Las entregas llegaron a 168 ejemplares. El Encore fue certificado en abril de 2000 y la primera entrega se realizó a finales de septiembre del mismo año.
El mejorado Citation Encore+ fue ofrecido desde 2007 hasta principios de 2010. Las entregas alcanzaron los 65 aparatos. Fue certificado por la FAA en diciembre de 2006.
El Encore+ añade aviónica FADEC y Rockwell Collins Pro Line 21 con un MDF central y PFD en ambos lados. Su peso aumentó en 91 kg (200 kg) y, equipado típicamente, puede llevar 390-530 kg de carga útil totalmente repostado. Puede despegar en 1070 m en condiciones ISA, posee buenas prestaciones "caliente y alto" y asciende directamente a FL 450 en 27 min. Tiene un alcance de 3300 km a una TAS de 720 km/h, la velocidad del CJ3+, pero más lento que el CJ4. Puede volar con un piloto, pero la mayoría son operados con dos.
El consumo de combustible es de 540 kg en la primera hora, y luego de 410-450 kg, cuesta 1800-1900 dólares por hora general con los precios del combustible de 2018 y tiene unos gastos fijos de 325 000 dólares. Se realizan revisiones cada 150 h, mantenimiento básico cada 300 h o 24 meses, inspecciones integrales cada 1200 h o 36 meses, inspecciones de la sección caliente del motor cada 2500 h con 5000 h entre inspecciones generales, e inspecciones simples a las 10 000 y 12 000 h, y a los 15 000 aterrizajes.
Un Encore+ valía 3,4-3,8 millones de dólares en diciembre de 2018 y recibe apoyo de mantenimiento de Textron Aviation. El CJ3 posee una mejor eficiencia de combustible y prestaciones de pista, pero tiene una cabina más corta, el Learjet 45XR tiene una velocidad de crucero más alta y más capacidad, pero necesita pistas más largas y consume más combustible, mientras que el CJ4 posee una mejor tasa carga/alcance, pero es más caro. Las variantes posteriores del Model 560 son reactores más rápidos y vuelan más lejos con el certificado de tipo del Citation 500 original.
El más suave tren de aterrizaje principal con suspensión de brazo de arrastre reduce la capacidad de combustible a 5440 libras, 300 libras menos que la del Ultra, pero posee más alcance. El ancho de vía fue estrechado 3,7 pies para mejorar el comportamiento en tierra y facilitar los aterrizajes con viento cruzado.
El borde de ataque del ala posee un sistema antihielo de aire sangrado. Los aumentadores de capa límite y encauzadores de pérdida mejoran las características de entrada en pérdida. La presurización es controlada digitalmente y la modulación de frenos se ha mejorado. Las guarniciones interiores y los asientos de los pasajeros rediseñados proporcionan más espacio sentados. Las unidades de servicio de los pasajeros proporcionan aún más control del aire y la temperatura.
El MTOW se ha aumentado en 330 libras hasta las 16 630 libras, para llevar cinco pasajeros totalmente repostado, alargando el despegue desde los 3180 pies necesitados por el Ultra. El empuje mejorado a gran altitud de los PW535 permite al Encore ascender más rápido y volar a mayor velocidad de crucero.

### Designaciones militares

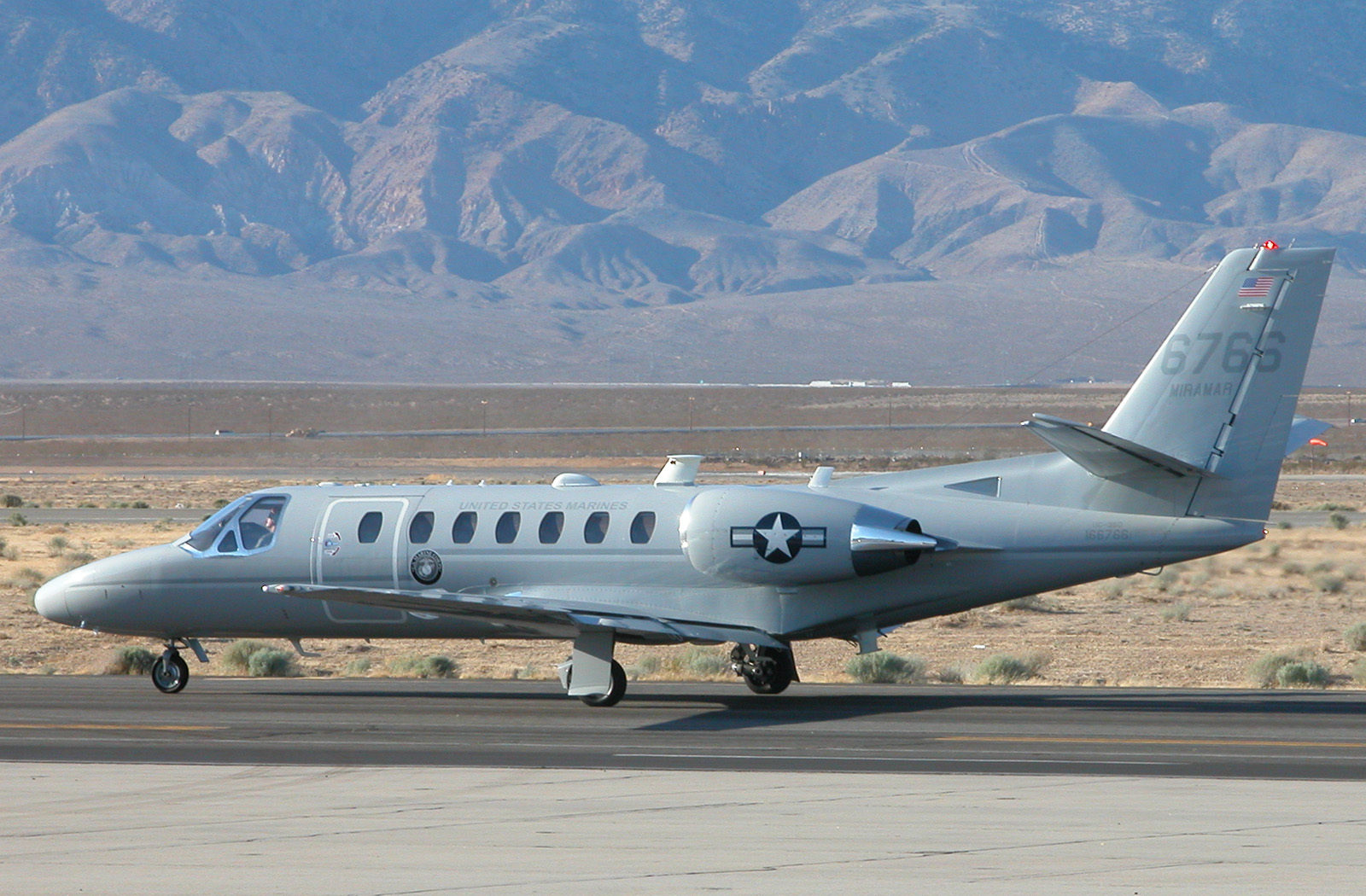
UC-35D del USMC en Mojave, California.

UC-35A es la designación del Ejército de los Estados Unidos y UC-35C, la del Cuerpo de Marines de los Estados Unidos, para el Citation Ultra, que reemplazó a las versiones más antiguas del C-12 Huron.
Otra versión del Model 560 es la OT-47B. Como Tracker, cinco de ellos fueron comprados por el Departamento de Defensa para usarlos en operaciones de reconocimiento de interdicción de drogas, basados en la Base Maxwell de la Fuerza Aérea. El OT-47B utiliza el radar de control de fuegos AN/APG-66 y el sistema de imágenes WF-360TL. Los OT-47B han sido operados en préstamo por la Fuerza Aérea Colombiana y la Marina de Guerra del Perú.
UC-35B es la designación del Ejército y UC-35D es la del Cuerpo de Marines para el Citation Encore.

## Variantes
Citation V (Model 560)
Versión desarrollada del Citation II/SP con motores JT15D-5A.
Citation Ultra (Model 560)
Actualización del Citation V con motores JT15D-5D e instrumentos EFIS.
Citation Encore (Model 560)
Actualización del Citation Ultra con motores PW535A y tren de aterrizaje mejorado.
Citation Encore+ (Model 560)
Actualización del Encore, incluye FADEC y nueva aviónica.
UC-35A
Versión de transporte para el Ejército y la Fuerza Aérea del Ultra.
UC-35B
Versión de transporte para el Ejército del Encore.
UC-35C
Versión para el Cuerpo de Marines del Ultra.
UC-35D
Versión para el Cuerpo de Marines del Encore.
OT-47B Tracker
Cinco Ultra comprados por el Departamento de Defensa de los Estados Unidos en 1995 para reconocimiento e interdicción de drogas, equipados con radar AN/APG-66 y sistema térmico de imágenes WF-360TL.

## Operadores

### Civiles
El avión es operado por particulares, compañías, copropietarios, operadores chárter y empresas de gestión de aeronaves.

### Militares
Colombia
- Fuerza Aérea Colombiana[21]

 España
- Ejército del Aire: 3 ejemplares para aerofotografía. Basados en la Base Aérea de Getafe.

 Estados Unidos
- Ejército de los Estados Unidos[22]
- Cuerpo de Marines de los Estados Unidos[22]

 Pakistán
- Cuerpo de Aviación del Ejército Pakistaní: un Citation V.

 Perú
- Ejército del Perú[23]

## Especificaciones (Cessna Citation Ultra)
Referencia datos: Business & commercial aviation, Brassey's World Aircraft & Systems Directory 1999–2000

### Características generales
- Tripulación: Uno/dos
- Capacidad: 7-11 pasajeros
- Longitud: 14,9 m (48,9 ft)
- Envergadura: 15,9 m (52,2 ft)
- Altura: 4,6 m (15,1 ft)
- Peso vacío: 4502 kg (9922,4 lb)
- Peso máximo al despegue: 7394 kg (16 296,4 lb)
- Planta motriz: 2× turbofán Pratt & Whitney Canada JT15D-5D.
  - Empuje normal: 13,5 kN (1381 kgf; 3044 lbf) de empuje cada uno.
- Capacidad de combustible: 2618 kg

### Rendimiento
- Velocidad máxima operativa (Vno): Mach 0,755
- Velocidad crucero (Vc): 780-800 km/h
- Alcance: 3630 km (1960 nmi; 2256 mi) (dos pilotos y seis pasajeros, sin viento)[26]
- Techo de vuelo: 13 716 m (45 000 ft)
- Régimen de ascenso: 21,5 m/s (4232 ft/min)
- Consumo: 0,67 kg/km (2,4 lb/mi) a FL410, 802 km/h (433 kn)
- Presurización de cabina: 0,61 bar (8,9 psi)

## Aeronaves relacionadas

### Desarrollos relacionados
- Cessna Citation
- Cessna Citation II
- Cessna Citation Excel

### Secuencias de designación
- Secuencia Numérica (interna de Cessna): ← 510 - 525 - 550/551/552 - 560 - 560XL - 650/670 - 680 →
- Secuencia C-_ (Aviones de Carga estadounidenses, 1962-presente): ← C-31 - C-32 - C-33 - C-35 - C-36 - C-37A/B - C-38 →
- Secuencia T-_ (Entrenadores estadounidenses, 1948-presente): ← T-44 - T-45 - T-46 - T-47/B - T-48 (I) - T-48 (II) - CT-49 →
- Secuencia T._ (Aeronaves de Transporte del Ejército del Aire español, 1978-presente): ← T/TK/TM.17 - T.18 - T/TR/TM.19 - TR/TM.20 - T.21 - T.22 - T/TK.23 →